# Walther Borsche
Walther Georg Rudolf Borsche (* 31. Mai 1877 in Leopoldshall; † 17. März 1950 in Frankfurt am Main) war ein deutscher Chemiker. 

## Leben
Walther Borsche war ein Sohn des Chemikers und Generaldirektors der Vereinigten chemischen Fabriken A.G. in Leopoldshall Georg Borsche (1844–1926).
Nach Erhalt der Reife auf dem Königlichen Victoria-Gymnasium in Potsdam studierte Borsche an den Universitäten in Jena, Heidelberg und Göttingen, wo er im Sommer 1898 mit dem Prädikat summa cum laude zum Dr. phil. promoviert wurde.
Nach kurzer Tätigkeit bei Adolf von Baeyer in München blieb Walther Borsche anschließend von 1899 bis 1926 in Göttingen an der Organischen Abteilung des Universitätsinstituts unter Leitung von Otto Wallach. 1903 habilitierte er sich, bekam 1909 den Titel als Professor verliehen und erhielt 1912 einen Lehrauftrag für technische Chemie, wo er sich besonders mit der Chemie und Technologie der organischen Farbstoffe beschäftigte.
1926 wurde Walter Borsche auf eine ordentliche Professur an die Universität Frankfurt berufen. Von 1935 bis 1941 wirkte er als Direktor des Organisch-Chemischen Instituts. Seine wissenschaftlichen Schwerpunkte waren die Konstitutionsaufklärung der Meta- und Isopurpursäure, vielkernige kondensierte Systeme mit heterocyclischen Ringen sowie die Synthese des Yangonins, der Methysticinsäure und der Kawasäure.  Nach ihm und Edmund Drechsel ist die Borsche-Drechsel-Cyclisierung benannt und er ist mit C. Frederick Koelsch Namensgeber für die Borsche-Koelsch-Cinnolinsynthese.
Am 27. September 1922 wurde Walther Borsche unter der Matrikel-Nr. 3479 als Mitglied in die Deutsche Akademie der Naturforscher Leopoldina aufgenommen.

## Schriften
- Ueber Cyklopentanone. Inaugural-Dissertation Georg-August-Universität Göttingen, Kaestner, Göttingen 1898
- unter Mitarbeit von A. Witte und W. Bothe: Ueber Tetra- und Hexahydrocarbazolverbindungen und eine neue Carbazolsynthese. In: Justus Liebigs Annalen der Chemie 359 (1-2), 1908,  S. 49–80, doi:10.1002/jlac.19083590103